# 福尔克斯贝格
福尔克斯贝格（法語：Volksberg，法語發音：[fɔlksbɛʁɡ] 或 [fɔlksbɛʁk]）是法国下莱茵省的一个市镇，属于萨韦尔讷区

## 地理
福尔克斯贝格（48°56'49"N, 7°17'55"E）面积9.45 平方千米，位于法国大東部大區下莱茵省，该省份为法国大陆部分最东部的省份，是阿尔萨斯的一部分，今与上莱茵省组成了阿尔萨斯欧洲集体，其南至上莱茵省，西南接孚日省和默尔特-摩泽尔省，西接摩泽尔省，北与德国接壤。
与福尔克斯贝格接壤的市镇（或旧市镇、城区）包括：苏赫特、皮贝尔、拉茨维莱尔、罗什泰格、瓦尔当巴克、韦斯林根。

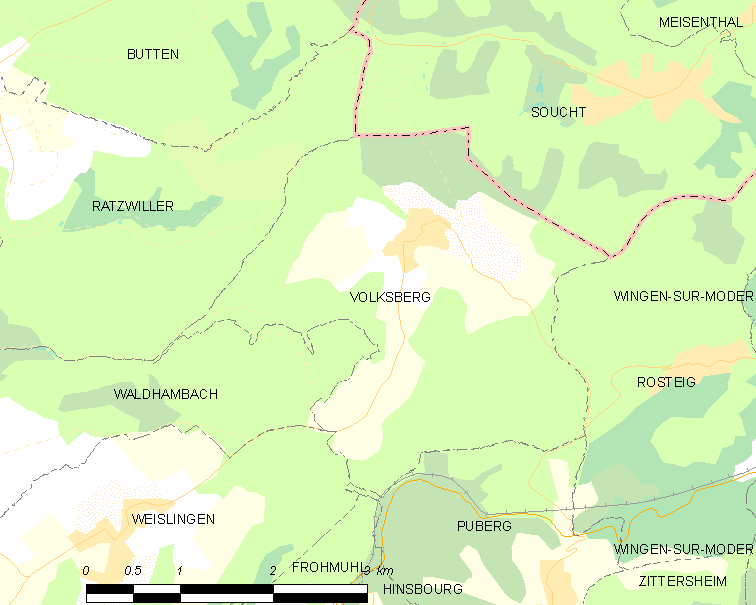
福尔克斯贝格的OSM定位图

福尔克斯贝格的时区为UTC+01:00、UTC+02:00（夏令时）。

## 行政
福尔克斯贝格的邮政编码为67290，INSEE市镇编码为67509。

## 政治
福尔克斯贝格所属的省级选区为英维莱尔县。

## 人口

1962-2008年间福尔克斯贝格人口变化图示

福尔克斯贝格于2022年1月1日时的人口数量为352人。